# Etto
Oélilton Araújo dos Santos, skraćeno zvan Etto (Valente, Brazil, 8. ožujka 1981.), brazilski je nogometaš s hrvatskom putovnicom. Trenutačno igra za međimurskog niželigaša Jadran Štefanec. 

## Klupska karijera
Rođen u Valenteu u državi Bahiji započeo je profesionalnu karijeru 2002. godine u klubu Vitóriji, gdje je zabilježio tek 3 nastupa u momčadi te sezone. Od 2003. do 2005. godine igrao je za klubove Criciúmi, Parani i Atlético Paranaense dok u kolovozu 2005. godine nije zadovoljio na probi u zagrebačkom Dinamu, te potpisao 5-godišnji ugovor. Navodno je zainteresiran bio i milanski Inter, no, zbog viška stranaca taj transfer je propao. Prvi nastup u modrom dresu zabilježio je jako brzo, već protiv Zagreba tjedan dana nakon potpisivanja ugovora, te odmah postao strijelac. Zanimljivo, taj gol Zagrebu jubilarni je 1000. gol Dinama u 1. HNL. Ubrzo je postao igračem standardnih 11 i do kraja sezone zabilježio 24 nastupa i 5 golova kojima je pomogao momčadi da te sezone osvoji naslov prvaka Hrvatske. Etto je po završetku sezone proglašen jednim od otkrića sezone, te su ga neki već gurali prema hrvatskoj reprezentaciji. S vremenom je podnio zahtjev za hrvatskim državljanstvom ne krijući želju da jednom zaigra u kockastom dresu.
U novoj sezoni postigao je prvi pogodak u utakmici superkupa između Dinama i Rijeke (4:1). Nastupao je i u kvalifikacijama za Ligu prvaka, gdje je dobro odigrao protiv Arsenala, te se navodno svidio Wengeru. Kružile su priče o zainteresiranosti Arsenala, no, transfera nije bilo ni blizu. Do kraja polusezone istaknuo se solidnim igrama.
Od siječnja 2011. do 2013. godine je bio član grčkog PAOK-a iz Soluna. Nakon PAOK-a je još par mjeseci igrao u Azerbajdžanu u FC Bakuu.

## Osobni život
U slobodno vrijeme Etto se bavi sviranjem bubnjeva po kojima je poznat u svom rodnom kraju.

## Vanjske poveznice
- Nogometni-magazin: statistika